# Іваніш Бериславич
Іваніш Бериславич (серб. Иваниш Бериславић) — сербський шляхтич з роду Бериславичів, титулярний деспот Сербії в 1504—1514 роках.

## Життєпис
Після смерті 1502 року деспота Сербії Йована Бранковича угорський король Владислав II призначив Іваніша Бериславича тимчасовим деспотом Сербії. Раніше родини Бранковичів та Бериславичів були пов'язані шлюбом Франьо Бериславича та Барбари Франкопан, вдови деспота Вука Бранковича; крім того, володіння родин межували одне з одним. Як і Бериславичі, покійний деспот Йован та його брат Джордже підтримували угорського короля Матяша Корвіна.
Попри це, призначення Іваніша Бериславича деспотом сербська знать сприйняла негативно, оскільки вона вважала, що перевагу має рід Якшичів, з якого походила дружина деспота Йована Бранковича — Єлена.
Іваніш Бериславич офіційно став деспотом у січні 1504 року, коли було затверджено його шлюб з Єленою Якшич — вдовою Йована Бранковича. Шлюб був укладений у травні того ж року.
У ролі деспота Іваніш захищав південні кордони Угорщини від набігів та експансії Османської імперії, що в XV столітті інкорпорувала сербські землі. 1511 року він отримав титул бана Яйце, однак був позбавлений його у травні 1513 року за власним бажанням. Вважається, що Іваніш Бериславич помер 1514 року. Титул деспота Сербії перейшов до його сина Стефана.